# 郑州市郑东新区外国语学校
郑州市郑东新区外国语学校，简称为东外或郑东新区外国语学校，位于郑东新区CBD中心如意湖畔（CBD校区），为一所九年义务教育一贯制学校。

## 简介
学校创办于2008年，招收一至九年级学生，学校占地面积68328平方米，建筑面积49635平方米，共有教师二百余位，满额容量为54个班，其中小学部六个年级共24个班，初中部三个年级共30个班。
注：小学部与初中部七年级就读于CBD校区，初中部八、九年级就读于宝龙校区。

## 所获荣誉
- 全国文明校园[1]
- 全国青少年校园足球特色学校[2]
- 全国软式棒垒球实验学校[3]
- 河南省级文明单位[4]